# Turboelektrični pogon
Turboelektrični pogon je način pogona, pri katerem turbina (plinska ali parna) poganja generator. Elektrika iz generatorja potem poganja električni motor, ta potem vrti pogonsko gred. 
Turboelektrični pogon se uporablja na vlakih, podmornicah in ladjah. V praksi je ta način pogona sorazmerno redek. Prednost je, da ni potreben reduktor. Se pa zaradi pretvorbe mehanske energije v električno in potem iz električne nazaj v mehansko pojavijo izgube. 
Proizvedena elektrika se lahko uporablja tudi za druge namene npr. kot npr. luči in drugi sistemi na ladji.

## Ladje s turboelektričnim pogonom

### Vojne ladje

#### Bojne ladje
- razred Colorado
- USS New Mexico BB-40
- razred Tennessee

#### Letalonosilke
- Langley CV-1 6
- razred Lexington

#### Spremljevalci rušilcev
- razred Buckley

#### Ladje za prevoz vojakov
- razred Admiral W. S. Benson
- razred Gilliam

#### Podmornice
- USS Glenard P. Lipscomb SSN-685
- USS Tullibee SSN-597

### Trgovske ladje

#### Linijske ladje
- SS California  (pozneje SS Uruguay), SS Pennsylvania (pozneje SS Argentina in SS Virginia (pozneje SS Brazil)
- SS Canberra  – parno turboelektrična potniška ladja, 42500 KM na gred, 2 gredi (skupaj 83 000 KM)
- RMS Mooltan
- SS Morro Castle in SS Oriente (pozneje USAT Thomas H. Barry)
- SS Normandie – najmočnejša parno turboelektrična potniška ladja, 40000 KM na gred (maks. 50000 KM), 4 gredi (skupaj 160 000 KM)
- SS Potsdam in SS Scharnhorst
- SS President Cleveland in SS President Wilson
- SS President Hoover  in SS President Coolidge
- RMS Queen Mary 2  – poganjajo jo General Electric plinske turbine in dizelski motorji, ki generirajo elektriko za pogon štirih azipodov
- SS Santa Clara (pozneje  USS Susan B. Anthony)
- Strath-razred linijskih ladij: RMS Strathnaver in RMS Strathaird
- RMS Viceroy of India

#### Trajekti
- TEV Wahine
- TEV Rangatira  – najverjetneje zadnja parno turboelektrična ladja, razgrajena leta 2005

#### Potniške križarke
- Millennium-razred križark:  Celebrity Constellation, Celebrity Infinity, Celebrity Millennium in Celebrity Summit

Manjše potniške ladje: *SS Princess Marguerite (II) in SS Princess Patricia

#### "Banana" ladje
- SS Darien
- SS Antigua, USS Ariel AF-22, USS Merak AF-21, USS Mizar AF-12, USS Talamanca AF-15 in USS Tarazed AF-13
- SS Musa  in SS Platano
- SS San Benito, pozneje USS Taurus AF-25

#### Transportne ladje
- SS Arauca (pozneje USS Saturn AK-49), SS Antilla  in SS Orizaba

#### Naftni tankerji
- SS Helix  (pozneje SS Kossmatella), SS Helcion , SS Koratia in SS Korenia
- T2 tanker